# 十勝が丘公園

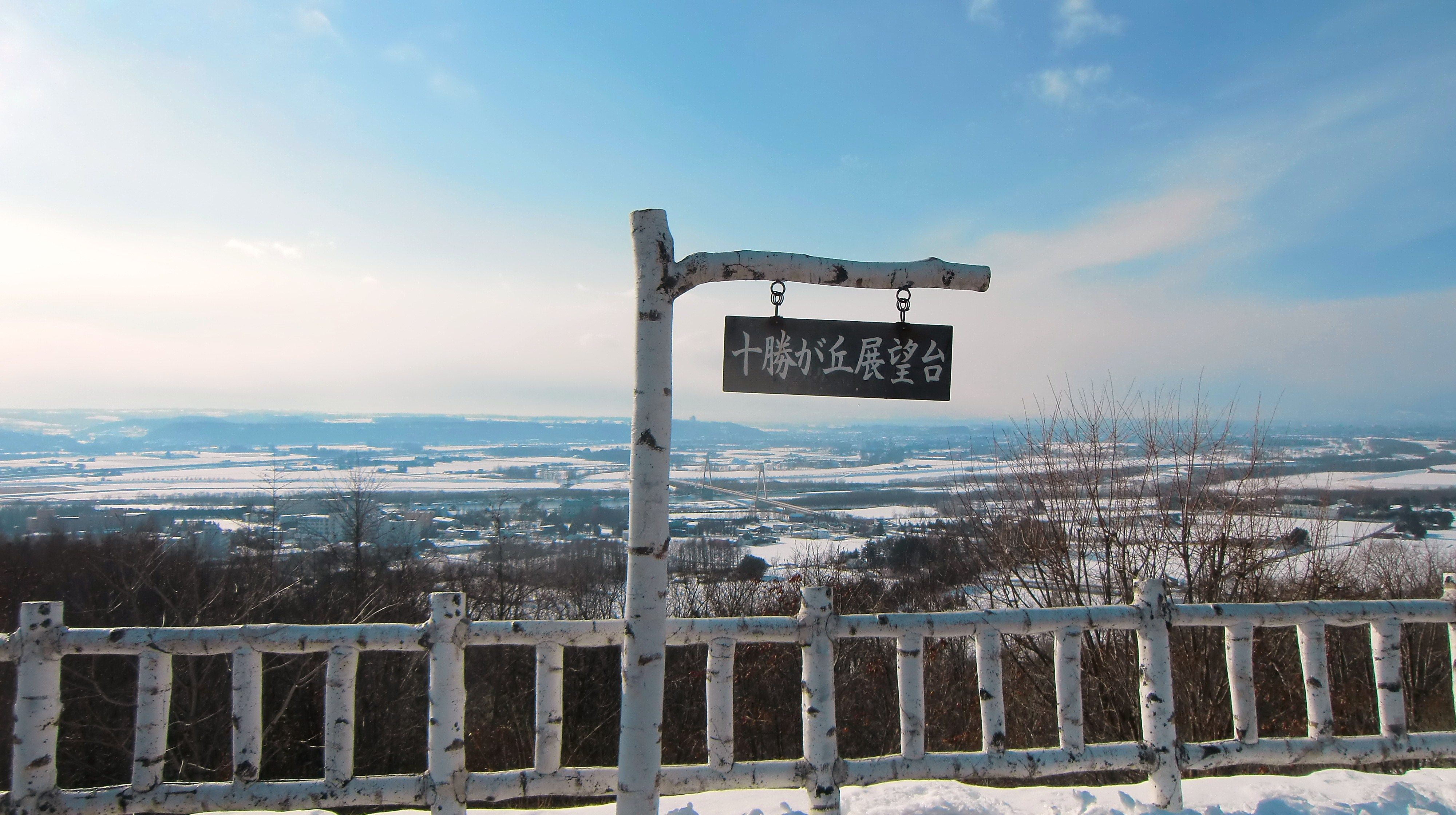
十勝が丘展望台（2011年12月）

十勝が丘公園（とかちがおかこうえん）は、北海道河東郡音更町にある公園。
十勝川温泉、十勝川温泉アクアパーク、十勝エコロジーパークに近接している。

## 施設
ハナック
- 直径18mの花時計。春から秋の間に2万株もの花々で彩られ、時計を囲む花壇は約800m²ある[2][3]。

足湯
- ハナックが眺められる位置にあり、一度に13人ほどが入れる[4]。浴槽はパイプで十勝川温泉（モール温泉）源泉を引き込み湯温調整している[4]。

芝生公園
冒険広場
炊事遠足広場
WELCOMEハナック
- 売店

## 十勝が丘展望台
十勝が丘公園を上がってすぐの展望台。十勝平野を一望できるスポットで、遠方には日高山脈も見ることができる。シーニックバイウェイ北海道「トカプチ雄大空間」エリアになっている。

## イベント
- 十勝川白鳥まつり「彩凛華（さいりんか）」（1月下旬～2月下旬）
- 十勝川温泉フットパスウォーキング（6月）
- 花風景「ハナックと花ロード」（6月下旬～7月下旬）
- モール温泉夢ボタル鑑賞会（7月）